# Liste der Naturdenkmale in Bad Münder am Deister
Die Liste der Naturdenkmale in Bad Münder am Deister nennt die Naturdenkmale in Bad Münder am Deister im Landkreis Hameln-Pyrmont in Niedersachsen.

## Naturdenkmale
| Bild                          | Bezeichnung                   | Ort, Lage                                                            | Beschreibung | Schutzzweck                                                  | Nummer    |
| ----------------------------- | ----------------------------- | -------------------------------------------------------------------- | --- | ------------------------------------------------------------ | --------- |
| mehr Fotos \| Fotos hochladen | Süntelbuche Bad Münder        | Bad Münder Wermuthstraße (52° 11′ 53,9″ N, 9° 27′ 40,2″ O)           | Die „Süntelbuche“ steht als regionale dendrologische Besonderheit auf der Steinhof-Wiese vor dem Rathaus der Stadt Bad Münder. Die ca. 100 Jahre alte Süntelbuche (Fagus sylvatica ‚Süntelensis’) weist den charakteristischen, gedrungenen, knorrigen und zum Teil tiefhängenden Wuchs dieser Buchen-Spezies auf und hat eine besondere Bedeutung für das Stadtbild. | Seltenheit, Eigenart und Schönheit, naturkundliche Bedeutung | ND-HM 146 |
| Fotos hochladen               | Sommerlinde in Böbber         | Böbber Mühlensiek 1 (52° 12′ 45,8″ N, 9° 25′ 32,8″ O)                | Die Linde (Tilia platyphyllos) steht im Garten des Hausgrundstücks Mühlensiek 1 in der Ortsmitte von Böbber. Die Linde hat einen Stammdurchmesser von ca. 2 m und ist mit dem typischen, weit ausladenden Kronenaufbau ein dominanter Bestandteil des Ortsbildes. | Schönheit                                                    | ND-HM 170 |
| Fotos hochladen               | Eiche in Hachmühlen           | Hachmühlen (52° 9′ 42,5″ N, 9° 29′ 5,3″ O)                           | Die Eiche (Quercus robur) steht am südlichen Ortsrand von Hachmühlen (Neustadt) an der Bundesstraße B442. Der Baum hat einen typisch geschlossenen, großkronigen Wuchs und ist für das Ortsbild von besonderer Bedeutung. | Schönheit                                                    | ND-HM 171 |
| Fotos hochladen               | Findling am Eilenberg         | Bad Münder (52° 12′ 18,9″ N, 9° 26′ 15,1″ O)                         | Der südschwedische Granit-Findling befindet sich als Relikt der Saale-Eiszeit in einem kleinen Waldbestand auf dem Eilenberg zwischen Bad Münder und Böbber. Der Findling hat ein Volumen von ca. 4,5 m³ und ist von erdgeschichtlicher Bedeutung. | Seltenheit, wissenschaftliche Bedeutung                      | ND-HM 172 |
| Fotos hochladen               | Quelltopf in Eimbeckhausen    | Eimbeckhausen Am Bach 7 (52° 13′ 59,9″ N, 9° 25′ 39,5″ O)            | Die Quelle befindet sich im Garten des Hausgrundstücks Am Bach 7 in der Ortslage von Eimbeckhausen. Der gefasste Quellteich hat einen stark schüttenden Quelltopf und weist eine reliktäre Quellvegetation auf. Besondere erdgeschichtliche Bedeutung. | wissenschaftliche und naturkundliche Bedeutung               | ND-HM 173 |
| mehr Fotos \| Fotos hochladen | Teufelskanzel im Deister      | Nienstedt (52° 16′ 20,3″ N, 9° 26′ 52,8″ O)                          | Felsklippe. Die Teufelskanzel befindet sich ca. 20 m abseits des Wanderweges von der Wallmannhütte zum Nordmannsturm am Südhang des Deisters nördlich von Nienstedt. Die Teufelskanzel ist ein großer Sandsteinquader mit einem geschätzten Volumen von ca. 37 m³. Erdgeschichtliche Bedeutung.                                                                       | Eigenart, wissenschaftliche Bedeutung                        | ND-HM 174 |
| mehr Fotos \| Fotos hochladen | Hamelquelle in Hamelspringe   | Hamelspringe Ortslage Hamelspringe (52° 11′ 38,8″ N, 9° 24′ 16,6″ O) | Die „Hamelquelle“ liegt in der Mitte des Altdorfes von Hamelspringe und ist eine mit Natursteinmauern gefasste, seltene Sturzquelle mit starker Schüttung. Aus der Quelle entspringt das kreisregional bedeutende Fließgewässer „Hamel“. Besondere Bedeutung als Geotop und für das Ortsbild. Erdgeschichtliche Bedeutung.                                            | Eigenart, wissenschaftliche Bedeutung                        | ND-HM 175 |
| Fotos hochladen               | Feldahorne in den Spannwiesen | Bad Münder (52° 11′ 41,8″ N, 9° 30′ 12,4″ O)                         | Die Baumgruppe aus drei Feldahornen (Acer campestre) steht inmitten einer Ackerfläche zwischen der Landesstraße L421 und der Bahnstrecke Hameln-Hannover östlich von Ramena in der Feldmark von Bad Münder. Die alten, mit typischen Kronenaufbau gewachsenen Feldahorne bereichern wesentlich das Landschaftsbild.                                                   | Schönheit                                                    | ND-HM 176 |